# Triosonate

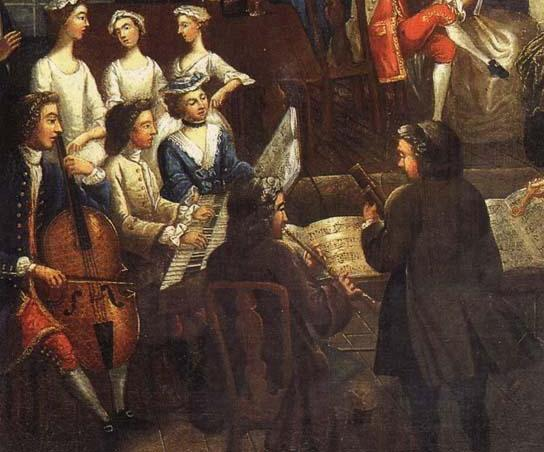
Darstellung einer Triosonate-Vorstellung

Die Triosonate ist eine der wichtigsten Gattungen der Kammermusik in der Barockzeit, etwa von 1600 bis 1750. Es handelt sich um eine dreistimmige Komposition aus zwei Oberstimmen und Generalbass, klassischerweise gegliedert in drei oder vier Sätze. Sie bot sowohl dem bürgerlichen oder adeligen Musikliebhaber als auch dem Virtuosen ein breites Betätigungsfeld. Zahlreiche Drucke und Neuauflagen bereits aus frühester Zeit zeugen von ihrer Beliebtheit.

## Charakterisierung
Die Triosonate ist durch zwei gleichrangige (Ober)-Melodiestimmen über einem Generalbass gekennzeichnet. Vorbild könnten die Opern und Sakralwerke Claudio Monteverdis gewesen sein, an dessen Ritornelle sich die ersten Sonaten anlehnen. Im Vordergrund stand die melodische Linie und weniger die Klangfarbe. Viele der Sonatensätze bestehen aus zweistimmigen Fugen oder Fugatos, in späteren Werken finden sich voll ausgearbeitete dreistimmige Fugen, die den Bass miteinbeziehen. In der Zeit des Rokoko treten zunehmend Sätze auf, die den fugierten Stil verlassen, indem die erste Stimme eine solistische Hauptrolle übernimmt, während die zweite Stimme zur Nebenstimme wird. Die Entwicklungsstufen der unterschiedlichen Formen der Triosonaten verlaufen parallel zu ähnlichen kammermusikalischen Gattungen, wie die der später entstandenen virtuoseren Solosonate und weiteren mehrstimmigen Sonatenformen.
Wurden die Melodiestimmen anfänglich fast ausschließlich mit Violinen, Violen und Zinken (Cornetto) besetzt, findet man im 18. Jahrhundert häufig Holzblasinstrumente. Die Bassstimme wurde gewöhnlich von einem Cello, einer Bass-Gambe, Fagott, Violone oder Theorbe gespielt. Die durch die Bezifferung gegebene Harmonieführung wurde von einem Cembalo, Orgel oder Lauten improvisierend ausgedeutet.
Der Name der Gattung bezieht sich darauf, dass die Musik einen dreistimmigen Satz aufweist; über die Anzahl der Musiker macht die Bezeichnung keine Vorgaben. Tatsächlich waren üblicherweise mehr als drei Ausführende beteiligt, da der Generalbass meist auf mehrere Instrumente verteilt wurde. Zeitgenössisches Aufführungsmaterial deutet darauf hin, dass selbst die Melodiestimmen durchgehend oder passagenweise mehrfach besetzt werden konnten und die Triosonate so zum Experimentierfeld für das gegen Ende des 17. Jahrhunderts aufblühende Concerto grosso wurde. Andererseits schrieb Johann Sebastian Bach auch Triosonaten für zwei Spieler (Cembalo und ein Melodieinstrument, die linke Hand des Cembalisten spielt den Generalbass, die rechte eine Oberstimme) oder für eine Person (Triosonaten für Orgel, bei denen die Pedale den Generalbass übernehmen).

## Frühbarock
Ursprungsland der Triosonate ist Italien. Die ersten Werke, die sich der Trioform annahmen, stammen aus dem ausgehenden 16. Jahrhundert und haben ihren Ursprung in der Vokalmusik. Giovanni Gabrieli baute in die Canzonen seiner Symphoniae sacrae von 1597 bereits Triopassagen ein, während man musikgeschichtlich die Canzone alla Francese a 4 1602 für Violine, Corneto, 2 Posaunen (als Stützstimmen) und Basso continuo (B.c.) von Lodovico Grossi da Viadana als erste echte Triosonate bezeichnen kann. Die ältesten Sammlungen von Triosonaten schuf der unter Monteverdi wirkende Violinist Salamone Rossi mit seinem Primo libro delle Sinfonie e Gagliarde von 1607 und seinem Secondo libro von 1608. In Folge setzt eine Phase des Experimentierens ein, üblich ist die Gliederung in mehrere kontrastierende Abschnitte, wobei Tempi und Taktarten sowie die verwendete Faktur wechseln: die Oberstimmen dialogisieren, es gibt Imitation mit oder ohne Beteiligung der Bassstimme und Scheinpolyphonie durch Selbstimitation, Soli im rezitativischen Stil und Tänze. Tonartenbeziehungen sind kaum ausgeprägt, auch die Gestaltung mit Figuren, die typischerweise am Beginn eines Abschnittes anders gestaltet sind als vor den kadenzierenden Schlusswendungen, entstammt noch dem 16. Jahrhundert. Neu ist eine zunehmend idiomatische Behandlung der Instrumente und eine Zunahme an Virtuosität. Führende Komponisten dieser Phase sind Biagio Marini, Giovanni Battista Fontana, Giovanni Paolo Cima, Dario Castello, Tarquinio Merula und Giovanni Battista Buonamente.
Auch nördlich der Alpen fand dieser neue Typus hochstehender Instrumentalmusik schnell Anklang, so zuerst in Werken von Paul Peuerl mit seinen 1613 in Nürnberg gedruckten Gantz Neuen Padovanen...., bei dem Innsbrucker Hofkapellmeister Johann Stadlmayr in Philomenus cœlestis (1624), bei Johann Vierdanck und bei Johann Erasmus Kindermann in dessen Deliciæ studiosorum (1643). Im französischen Sprachraum veröffentlichte Henri Dumont (Paris 1657) in seinen Meslanges dreistimmige Kirchen-Pavanen, weitere Triosonaten Dumonts finden sich in den Canti sacra von 1662.

## Hochbarock
Die katholischen Priester Giovanni Legrenzi und Maurizio Cazzati entwickelten in Bergamo einen eigenen Triosonatenstil. Ihre Sonaten wurden während der Messen aufgeführt. Legrenzi kombiniert ab etwa 1650 ein Rückbesinnen auf konsequentere Imitation mit der Entwicklung von Form aus dem Spannungsverhältnis tonaler Beziehungen und unter Verwendung von mehrgliedrigen Themen, deren Imitationen den Bewegungsimpuls über ganze Abschnitte aufrechterhalten können. Der norditalienische Instrumentalstil wurde durch Uccellini und Cazzati auf emilianische Zentren wie Modena und Ferrara übertragen. Uccellini übte mit Sequenzierung durch den Quintenzirkel Einfluss auf die kommenden Generationen aus. Die in Modena wirkenden Musiker führten französische Tanzformen, Skordatur und Kanonformen ein, während in Bologna der „Da-chiesa“-Stil (Kirchensonate) durch Kantabilität gepflegt wurde. Giovanni Maria Bononcini und Alessandro Stradella sind hier beispielhaft zu nennen. Legrenzi und die im Rom der 1670er Jahre als führende Musiker wirkenden Geiger Alessandro Stradella und Carlo Ambrogio Lonati sowie Lelio Colista (Laute) übten durch ihre Trio-Symphonias unmittelbaren Einfluss auf die Werke eines Arcangelo Corelli oder Henry Purcell aus.
Außerhalb Italiens wurde die Triosonate geprägt von Johann Heinrich Schmelzer mit seinen Duodena Sonatorum Selectarum von 1659, den Werken von Heinrich Biber (Harmonia artificiosa-ariosa, 1670), sowie den sechs Sonaten aus Musicalische Ergötzung (1691) von Johann Pachelbel. In Norddeutschland finden wir Dietrich Beckers Erster Theil Zwey-stimmiger Sonaten und Suiten von 1674 und, als Höhepunkt dieser Periode, Dietrich Buxtehudes aus je sieben Triosonaten bestehende Sammlungen op. 1 und op. 2 (1696), in denen teilweise die Gambe als zweites Melodieinstrument eingesetzt wird.
In England beschritt John Jenkins im fortgeschrittenen Alter mit einigen Trio-Suiten das neue Terrain. Zwölf Sonaten für zwei Violinen und Bass werden ihm – nicht sicher – zugeschrieben; sie konnten bisher nicht gefunden werden, gelten aber als erste in England komponierte Triosonaten italienischen Stils. Davon abgesehen sind die 1653 in Innsbruck erschienenen drei Sonaten von William Young die ersten englischen Werke der Gattung.
Der aus Italien stammende französische Hofkomponist Jean-Baptiste Lully mit seinen Trios pour le coucher du roi und Marin Marais mit seinen Lully gewidmeten Gambenwerken (1686) und der Sonate für Violine, Gambe und Continuo mit dem programmatischen Titel Sonnerie de Saint Geneviève du Mont de Paris sind Triobeispiele der letzten beiden Dekaden des 17. Jahrhunderts.

## Spätbarock
Arcangelo Corelli ist Hauptvertreter der folgenden klassizistischen Phase. Die Sonaten werden nun in einzelne Sätze zergliedert, die formal durch sorgfältige Tonartendisposition gegliedert sind, was bis ins späte 19. Jahrhundert nachwirkte.
Richtungsweisend für das Schaffen der folgenden Komponistengeneration für den Typus der spätbarocken „Sonata da chiesa“ (Kirchensonaten) als  Triosonate kann man Corellis op. 1 (1681) und op. 3 bezeichnen, mit dem für die emilianische Violinschule typischen Satzwechsel langsam-schnell-langsam-schnell. Die schnellen Sätze sind zumeist Fugati, in der passagenweise die Bassstimme einbezogen wird. Seine Kammersonaten („Sonata da camera“) op. 2 und op. 4 (1695) beginnen mit einem langsamen „Preludio“, gefolgt von zwei bis drei Tanzsätzen (Allemande, Corrente, Gavotte, Gigue, Sarabande). Corelli verzichtet bei diesen Kompositionen auf herausragende Virtuosität, dies macht sie für Liebhaber interessant und eröffnet dem Berufsmusiker vielfältige Gestaltungsmöglichkeiten. Allein zu Corellis Lebzeiten gab es insgesamt 78 Nachdrucke dieser Werke, dies lässt auf ihre außerordentliche Beliebtheit und weitreichende Verbreitung schließen. Die erste von einer Komponistin veröffentlichte Sammlung von Instrumentalwerken überhaupt ist das 1693 in Bologna erschienene op. 16 von Isabella Leonarda, in der elf Triosonaten enthalten sind.
In der folgenden Blütezeit der von Corelli entscheidend geprägten italienischen Triosonate entstanden die Werke von Tomaso Albinoni (op. 1, 3 und 8) und die Sonaten des Legrenzi-Schülers Antonio Caldara (op. 1 (1693) und op. 2 (1699)), der – selber Cellist – einigen Sonatensätzen eine obligate Cellostimme beifügte. Viele der schnellen Sätze der beiden Letztgenannten sind voll ausgearbeitete dreistimmige Fugen. Aus dem beginnenden 18. Jahrhundert stammen die Sonaten von Francesco Antonio Bonporti (op. 4 (1704)) und von Antonio Vivaldi (dessen Erstveröffentlichung, die Sonate da camera op. 1 von 1705). Sie beginnen mit einem da-chiesa-ähnlichen Präludium, gefolgt von Tänzen. Vivaldis Werkesammlung op. 5 enthält ebenfalls zwei Triosonaten. Mehrere Sonaten Vivaldis (op. 1 Nr. 8, 11 und op. 5 Nr. 6) haben in mehreren Sätzen die konzertante Struktur einer Solosonate. Während die erste Violine durchgehend die melodische Führung übernimmt, begleitet die zweite Stimme ergänzend das Ostinato des Basses. Die Sonaten op. 3 von 1712 des mit München und Brüssel verbundenen Italieners Evaristo Dall’Abaco sind zumeist dreisätzig.
In Deutschland komponierte Georg Philipp Telemann rund 140 Triosonaten, von denen etwa ein Drittel Corellis Strukturen folgt. Telemann betont 1718 in seinem „Lebens-Lauff“, Corelli verpflichtet zu sein und zeigt sich stolz darauf, dass seine Triosonaten wegen ihrer corellischen Tugenden geschätzt würden. Darüber hinaus stammen aus seiner Feder Ouvertürensuiten im französischen Stil oder auch Sonaten mit slawischer Volksmusik entlehntem Rhythmus, wie die beiden Sonaten polonesi. Die Mehrzahl von Telemanns Triosonaten waren „zur Belustigung großer Fürsten und Herren, zur Unterhaltung vornehmer Gäste, bey herrlichen Mahlzeiten“ bestimmt, aber auch für die Collegia Musica in Leipzig, Frankfurt und Hamburg, die er selber leitete. In seiner Sonatensammlung Essercizii Musici veröffentlichte Telemann Triosonaten für die verschiedensten Besetzungen der Oberstimmen, neben der Violine setzte er die damals in Mode gekommene „flûte traversière“ (Querflöte) sowie Oboen, Blockflöten, Gamben und obligates Cembalo ein.
Weiterhin zu nennen sind die Georg Friedrich Händel zugeschriebenen Werke op. 2 (in diesem vom Verleger Walsh in London herausgegebenen Opus sind drei Frühwerke, die sogenannten „Dresdener Sonaten“, enthalten). Händels Kammersonaten op. 5 von 1739 beginnen ebenfalls häufig mit einer Da-Chiesa-Einleitung, gefolgt von mehreren Tanzsätzen. Weniger aktiv im Bereich der Triosonate im engeren Sinn war Johann Sebastian Bach mit den Werken BWV 1039 und der Triosonate aus dem Musikalischen Opfer, BWV 1079. Die Urheberschaft der Sonaten BWV 1036–1038 ist nicht zweifelsfrei gesichert. Er entwickelte eine besondere Form der Triosonate für ein Soloinstrument und Cembalo, bei der das Cembalo den Bass und – in der rechten Hand – die zweite Oberstimme übernahm. So schrieb er Sonaten für konzertierendes Cembalo und Violine (BWV 1014–1019), Flöte (BWV 1030 und 1032) und Gambe (1027–1029). Ähnlich gestaltet sind die Jugendwerke Wq 144–147, die der 17-jährige Carl Philipp Emanuel Bach schuf. Mit den sechs Triosonaten BWV 525–530 übertrug Johann Sebastian Bach das Prinzip der Triosonate auch auf die Orgel. Von Jan Dismas Zelenka, der in Dresden wirkte, stammen sechs Triosonaten (ZWV 181, wohl 1721/1722) für zwei Oboen, Fagott und Basso continuo. Durch die selbstständige, virtuose Führung der Fagottstimme handelt es sich de facto um Werke für drei melodische Stimmen und Continuo, also eigentlich um „Quartette“.
In Frankreich verschloss man sich lange, eher aus politischen Gründen, jedem italienischen Einfluss. Ab der Zeit um 1700 wagten sich junge Komponisten erstmals, angespornt durch den Reiz der Werke Corellis, an die Wiedervereinigung des italienischen und französischen Geschmacks, in der die Perfektion der Musik zu finden sei. Noch unter einem Pseudonym veröffentlichte François Couperin seine ersten Triosonaten, während er 1724 mit der sechssätzigen Grande Sonate en Trio Corellis Einzug in den Parnassus musikalisch zeichnete. In dem Werk L’Apothéose de Lully von 1725, mit einer abschließenden Da-Chiesa-Triosonate, lässt Couperin die Meister Lully und Corelli gemeinsam die Vereinigung des französischen und italienischen Stils feierlich begehen. Als Schöpfer weiterer französischer Triosonaten finden sich: Jean-Féry Rebel mit dem 1695 geschaffenen Recueil de Douze Sonates, Élisabeth Jacquet de La Guerre (Vier Sonaten von 1695), André Campra, Joseph Bodin de Boismortier, Louis-Nicolas Clérambault mit seiner Sonate La Magnifique und J. J. de Mondonville (Opus 2). Jean Marie Leclair wurde von Corellis Schüler Giovanni Battista Somis unterwiesen und stellt mit seinen Sonaten Opus 4, 13 und 14 (posthum) einen letzten Höhepunkt der französischen Triosonate dar, nachdem er sich vorher bereits mit Solosonaten einen Namen gemacht hatte. Die Brücke zum galanten Stil mit Haupt- und Nebenstimme findet sich in den nach 1740 entstandenen Werken von Louis-Gabriel Guillemain sowie Jean Philippe Rameau mit seinen Pièces de clavecin en concerts.
Henry Purcell beschreitet in England ebenfalls die Pfade des italienischen Stils, Purcell nimmt jedoch französische Elemente und die Tradition der englischen Consortmusik in seine 22 Werke der Gattung auf. Der erste Band von 14 Sonaten erschien 1683; zehn weitere Sonaten wurden 1697, zwei Jahre nach seinem Tod, veröffentlicht. John Ravenscroft mit seinen im Corellistil gehaltenen Sonaten Opus 1 und 2 machte sich posthum einen Namen, weil acht seiner Triosonaten 1740 in Paris fälschlicherweise als Corellis Opus 7 in Druck gingen. Englands Triosonaten-Landschaft wurde ebenfalls durch emigrierte Komponisten wie Johann Christoph Pepusch, Francesco Geminiani, Nicola Francesco Haym und Felice Giardini bereichert.
Im englischen Bürgertum erfreute sich die Triosonate am längsten großer Beliebtheit. Dies lassen die zahlreichen Nachdrucke von Walsh und anderen Verlegern bis zum Beginn des 19. Jahrhunderts erkennen. Ebenso bezeugen dies die zahlreichen zeitgenössischen, schriftlich festgehaltenen Äußerungen des zeitgenössischen englischen Musikliebhabers und Biografen Roger North.

## Der galante Stil
Zur Rokokozeit wurden die strengen Vorgaben der Barockmusik verlassen und es setzte sich ab 1740 der Style galant durch. Vermehrt finden sich jetzt Werke, in der statt des fugenartigen Aufbaus der ersten Oberstimme ein Solopart übertragen wird, während die zweite Stimme häufig einen begleitenden Part bestreitet. In die Entstehungszeit dieser Stilrichtung fallen die Werke der älteren Meister aus der Mannheimer Schule. Ebenso zu nennen sind die am Hofe Friedrichs des Großen wirkenden Brüder Graun, die mehr als 200 Triosonaten hinterließen, Johann Joachim Quantz und die 29 Triosonaten von Carl Philipp Emanuel Bach, die zwischen 1731 (Wq 143) erst nach barockem Vorbild und 1765 komponiert progressiv die Loslösung vom hergebrachten Stil verdeutlichen. In seiner Sonate Gespräch zwischen einem Sanguineus und Melancholicus (Wq 161/1 Nürnberg 1751), zeichnete der Bachsohn bereits die Themendialektik der Klassik vor. Die frühen Kirchensonaten für zwei Violinstimmen und Generalbass-Orgelbegleitung von Wolfgang Amadeus Mozart gehören zu den letzten ihrer Gattung im deutschsprachigen Raum, bevor der sinfonische Stil die Triosonate ablöste.
Bei den italienischen Komponisten ist diese Entwicklung der Triosonate bei Giovanni Battista Sammartini, Pietro Nardini (1760), Carlo Tessarini und Pietro Locatelli (op. 5 von 1746 und op. 8) zu verfolgen. Gaetano Pugnanis op. 1, 3 und 9 sind schon Vorläufer der letzten Werke dieser Gattung von Luigi Boccherini und Giovanni Battista Viotti, in denen bereits erste Anzeichen der aufkeimenden Romantik erkennbar werden.
Mit der zunehmenden Verselbstständigung der einzelnen Stimmen ging das Generalbasszeitalter seinem Ende entgegen. Mehr und mehr entstanden neue Formen. Ab dem Ende des 17. Jahrhunderts findet man die Violinsonate, die zuerst noch mit Generalbass, später auf dem Typus der Sonate mit obligatem Cembalo beruhenden Stil annahm. Das Streichtrio und Klaviertrio sowie das Streichquartett übernahmen in der Folgezeit die dominierende Rolle in der Kammermusik.

## Erforschung der Triosonate
Der Musikwissenschaftler Ludwig Finscher erhielt 2006 in Rom den Balzan-Preis. Die Hälfte des Preisgeldes in Höhe von einer Million Schweizer Franken widmete Finscher einem Projekt zur systematischen Erforschung der Triosonate an der Universität Zürich, das sich von 2007 bis 2012 erstreckte. Der daraus resultierende Catalogue raisonné wurde 2016 veröffentlicht und erfasst mehr als 10.000 Werke der Gattung, die aus rund 1.200 Sammlungen stammen.